# Солдатский сын
«Солдатский сын» — советский фильм режиссёра Николая Лебедева 1933 года.
Вышел на экраны 24 марта 1933 года. Другое название — «Детство большевика».

## Сюжет
Фильм об участии в революционной борьбе в начале века детей рабочих.
Сын солдата Николка испытывет тяготы жизни. Мальчика исключают из школы за то, что он задает «богохульный» вопрос. Мальчик вынужден идти работать грузчиком на завод. Его напарник, которого мастер для потехи споил, попадает под вагонетку и гибнет.
Над заводом возникает угроза забастовки. Мальчик становится свидетелем рабочих волнений, избиения рабочих конной полицией. Полиция подавляет протест рабочих. Николка ранен. Его приносят домой к отцу.
Появляется полиция. Казачий офицер избивает Николку. В порыве гнева отец Николки убивает офицера.

## В ролях
- Коля Афиногенов — Николка
- Толя Кудрявцев — Толя Вьюн, брат Николки
- Вера Беседова — Дарья, их мать
- Михаил Большаков — старшой
- Сергей Поначевный — слесарь Алексеев
- Александр Юрков — офицер
- И. Высоцкий — управляющий

## Оценки фильма
Киновед Кира Парамонова писала, что «режиссёр находит многие верные художественные решения героической темы — важнейшей для детского кино».